# 7 días para la boda
7 días para la boda  es el décimo capítulo del ciclo de unitarios ficcionales del programa Historias de corazón, emitido por Telefe. Este episodio se estrenó el día 12 de marzo de 2013.

## Trama
Mariana (Victoria Almeida) y Daniel (Guillermo Pfening) se conocen desde hace mucho tiempo, llevan 13 años de noviazgo y tienen todo listo para casarse. Siete días antes de la boda y en medio de todos los preparativos de la misma, Mariana, se da cuenta de que no es del todo feliz y que se perdió una vida por estar de novia con Dani desde que ambos eran niños. En medio de los preparativos, Mariana conoce a Felipe (Fabio Di Tomaso), primo de su prometido, que vive en España. Mariana se siente estupefacta con su sola presencia y comienza a pensar que él es el hombre que ella necesita a su lado. Daniel es todo lo contrario de Felipe: es tranquilo, inseguro y conservador, mientras que Felipe es aventurero, seguro y sorpresivo. Las dudas de Mariana con respecto a su futuro, le hacen sentir y pensar que tal vez no sea buena idea llevar a cabo la boda.

## Elenco
- Victoria Almeida - Mariana
- Guillermo Pfening - Daniel
- María Ibarreta - Alicia
- Fabio Di Tomaso - Felipe
- Daniel Miglioranza - Octavio
- Beatriz Dellacasa - Olga
- Bimbo Godoy - Pilar
- Daniel Fedeschi - Gabriel

## Ficha técnica
- Autor: Jessica Valls
- Coordinación autoral: Esther Feldman
- Producción ejecutiva: Susana Rudny
- Dirección: Omar Aiello